# Kostel svatého Petra (Mussy-sur-Seine)
Kostel sv. Petra (Mussy-sur-Seine) je gotický kostel v obci Mussy-sur-Seine ve francouzském departementu Aube. Byl postaven na přelomu 13. a 14. století a roku 1840 byl zařazen na seznam francouzských památek.
Z počátku 14. století je náhrobek Viléma z Mussy, bailliho z Troyes a jeho choti, řada soch světců a barevné okenní vitráže.